# جيلبرتو فريري
جيلبرتو فريري (15 مارس 1900 - 18 يوليو 1987) (بالبرتغالية Gilberto Freyre)، إنه عالم اجتماع والأنثروبولوجيا وكاتب ومؤرخ وصحفي ورسام. ولد من عائلة قديمة في (أراضي السكر)، حاز في الولايات المتحدة الأمريكية ثم في أوروبا على تأهيل جامعي واسع جدًا. وفي العام 1922، دافع عن أطروحة عن (الحياة الاجتماعية في البرازيل في أواسط القرن التاسع عشر) وشغل أحد أوائل كراسي علم الاجتماع الحديث الذيى أُنشئ في البرازيل. إنه مؤسس معهد يواكيم نابوكو في ريسيفي، وباحث ورحالة لا يتعب، وقارئ نهم، وأصبح عالمًا وأنسيًا في آنٍ معًا. لقد لعب دورًا هامًا في حركة إعادة التقدير لثقافة شمال شرق البرازيل، وبشكل أعم، للثقافات البرتغالية الاستوائية. يُعتبر نتاجه الأدبي (حوالي 50 مجلدًا) نتاج مفكر لا يستغرب أي شيء عن كل ما يخص علاقات الإنسان مع وسطه الطبيعي والاجتماعي. إن مؤلفه (بيت العبيد الكبير) الأكثر شهرة، لعَلَمّ جوهريّ في وعي البرازيليين أنفسهم لتشكل مجتمعهم التاريخي.

## روابط خارجية
- جيلبرتو فريري على موقع الموسوعة البريطانية (الإنجليزية)